# Jacques Cinq-Mars
Pour les articles homonymes, voir Cinq-Mars.
Jacques Cinq-Mars, né en 1942 à Longueuil (Canada) et mort le 27 novembre 2021, est un archéologue et préhistorien canadien, spécialiste des plus anciennes traces de peuplement humain trouvées au Yukon, dans le grand Nord canadien. Il a été l'un des premiers à bousculer la croyance du XXe siècle en un premier peuplement de l'Amérique correspondant à la culture Clovis.

## Formation
Jacques Cinq-Mars a étudié à l'université de Montréal, où il a obtenu sa licence et sa maitrise en archéologie. Il a étudié par la suite dans les années 1960 à l'université du Wisconsin à Madison.

## Carrière
Jacques Cinq-Mars a travaillé au Musée canadien de l'histoire de 1979 jusqu’à sa retraite en 2002.

## Travaux
Jacques Cinq-Mars a commencé des recherches dans la région d'Old Crow, dans le Yukon, dès les années 1960. En 1966, il a fait partie durant son doctorat d'une mission archéologique sur le site préhistorique de Klo-Kut, près du village d'Old Crow.
Il a mené des fouilles sur le site des grottes de Bluefish (grottes du Poisson-Bleu), dans cette même région, de 1977 à 1987. Ses recherches montraient une présence humaine sur le continent américain bien avant l’apparition de la culture Clovis.
Les premières datations par le carbone 14 réalisées sur les ossements fossiles d'animaux trouvés à Bluefish par Jacques Cinq-Mars suggéraient un âge de 24 000 ans avant le présent (AP). Ces datations ne furent pas admises à l'époque par la communauté scientifique américaine, car elles contredisaient le paradigme de Clovis en premier, imposé par les chercheurs américains de l'époque, qui considéraient alors que la date du premier peuplement de l'Amérique correspondait à l'apparition de la culture Clovis en Amérique du Nord et se situait donc autour de 13 500 ans AP.
En 2017, une nouvelle datation réalisée par l'équipe de l'archéologue française Lauriane Bourgeon sur une partie des 36 000 ossements fossiles d'animaux trouvés sur le site par Jacques Cinq-Mars a confirmé un âge de 24 000 ans AP,. Un documentaire diffusé sur Arte en février 2023 met en lumière le rôle pionnier joué par Jacques Cinq-Mars dans la réévaluation de la date du premier peuplement de l'Amérique, parmi d'autres découvertes sur le continent américain de sites préhistoriques nettement plus anciens que la date suggérée par l'ancien paradigme de Clovis.

## Honneurs
- 2002 : Médaille de l'Assemblée nationale[7]

## Publications
- Jacques Cinq-Mars, Bluefish Cave I: A Late Pleistocene Western Beringian Cave Deposit in the Northern Yukon, Canadian Journal of Archaeology, no 3, p. 1–32, 1979
- Richard E. Morlan, Jacques Cinq-Mars, Ancient Beringians: Human Occupations in the Late Pleistocene of Alaska and the Yukon Territory, in The Paleoecology of Beringia, D. M. Hopkins, J. V. Mathews, C. E. Schweger, et S. B. Young (dir.), Academic Press, New York, p.53–382, 1983
- Jacques Cinq-Mars, Richard E. Morlan, Bluefish Caves and Old Crow Basin: A New Rapport, in Ice Age Peoples of North America Environments, Origins, and Adaptations of the First Americans, R. Bonnichsen et K. L. Turnmire (dir.), Center for the Study of the First Americans, Oregon State University Press, p.200–212, 1999